# Humoreske (Schumann)

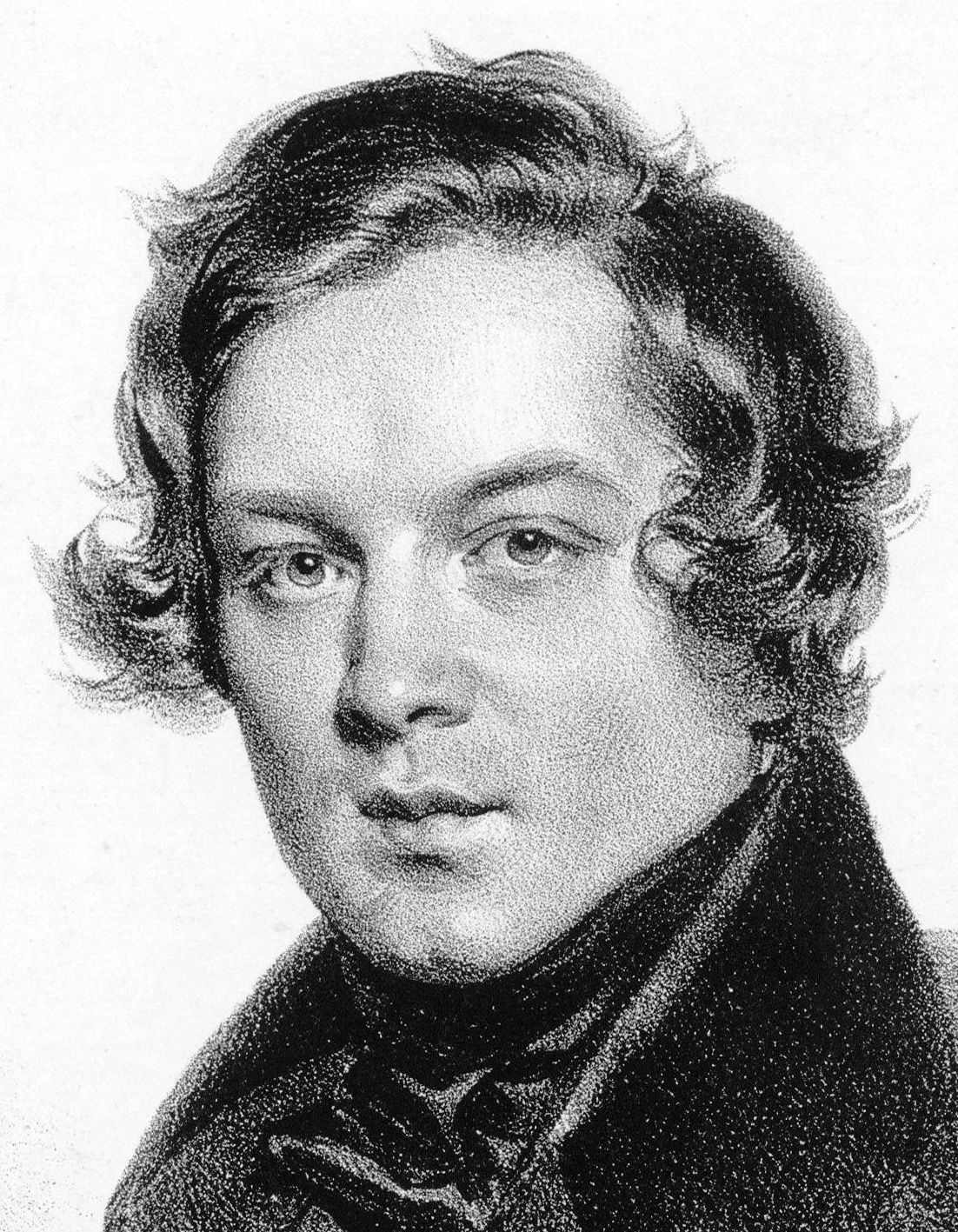
Robert Schumann en 1839.

Humoreske o Grande Humoresque en si bemol mayor, Op. 20 es una pieza para piano compuesta por Robert Schumann en 1839, cuando tenía veintinueve años. La obra está dedicada a Julie von Webenau. El propio compositor citó el estilo humorístico de Jean Paul como fuente de inspiración, aunque en la pieza no se encuentran vínculos directos programáticos con la obra de Jean Paul.

## Historia
La partitura fue escrita en 1839 al final de una estancia en Viena, en ocho agitados días, como informa el compositor a su esposa Clara Schumann en una carta fechada el 11 de marzo de 1839:

«He estado toda la semana al piano, componiendo, escribiendo, riendo y llorando a la vez. Encontrarán una buena descripción de este estado de cosas en mi opus 20, la Grande Humoresque.»

Grande humoresque es el título completo de la obra para piano Op. 20 de Robert Schumann, publicada bajo el nombre de Humoreske. Con esta indicación la pieza se vincula al género romántico de la humoresca, que según Schumann abarca "dos rasgos tan profundamente arraigados en la nacionalidad alemana como la exaltación de los sueños (das Schwärmerische) y el humor".
La obra está dedicada a la pianista y compositora vienesa Julie von Webenau, con el apellido de soltera Baroni-Cavalcabo, a quien el compositor tenía en gran estima. Sobre ella escribió, por ejemplo:

«sus composiciones son las mejores, o casi, que se han publicado en la ciudad imperial (Viena), aunque otras puedan ser más populares.»

Guy Sacre la considera una gran fantasía "de unas cuarenta páginas, aparentemente discontinua, pero cuyos numerosos clímax, cambios de métrica, tempo y tonalidad no le restan continuidad (veracidad) psicológica".
Para el musicólogo Harry Halbreich, "es el humor ligeramente bizarro, inquietante y errante de [...] Jean Paul" lo que irriga esta vasta "suite de variaciones de clima expresivo -de Stimmung como dicen los alemanes- cuyo vínculo unificador es de naturaleza poética más que musical o incluso estética".

## Estructura y análisis

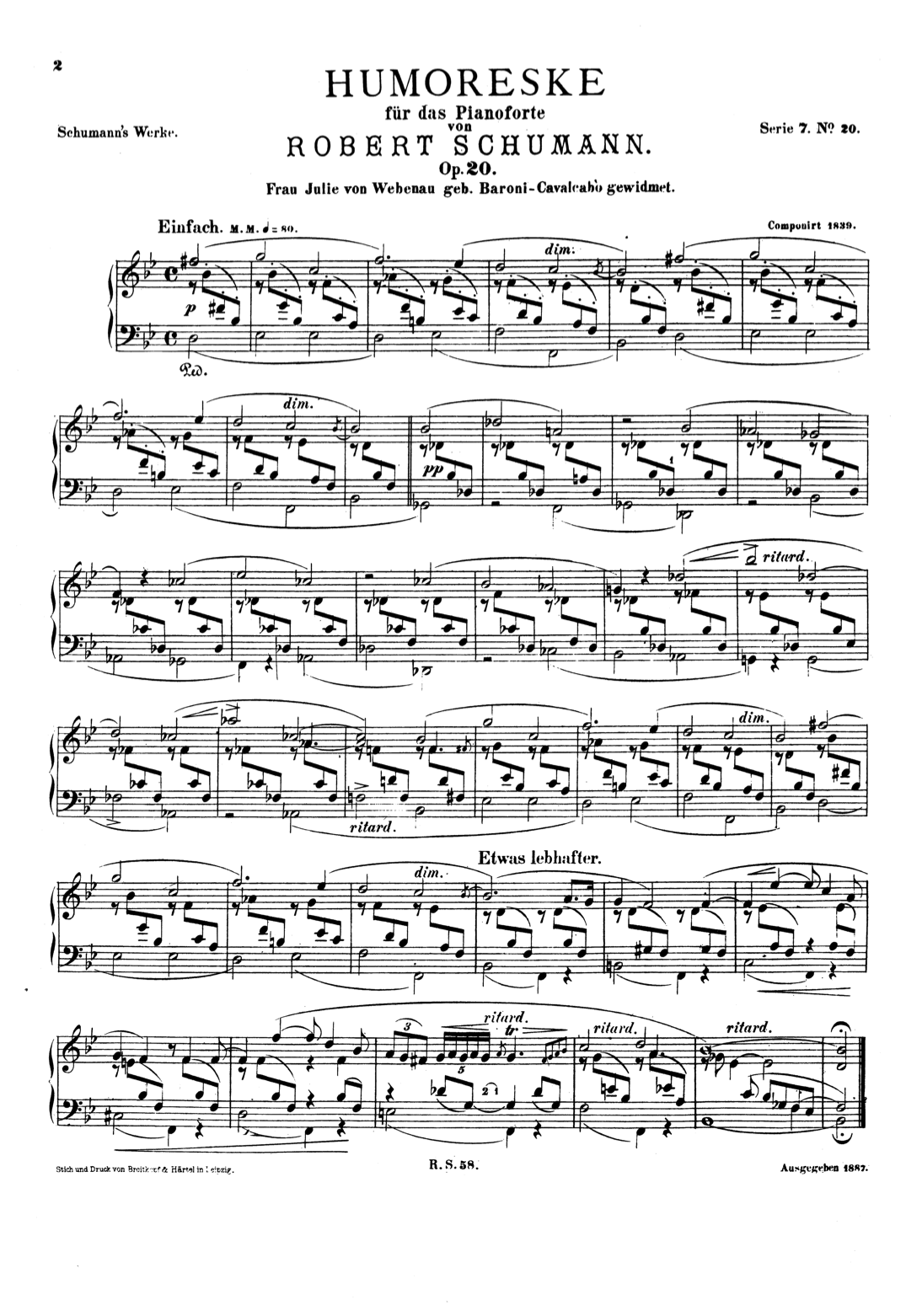
Humoreske, primera página de la edición de Breitkopf & Härtel (1887).

La obra consta de un solo movimiento formado por siete secciones contrastantes (no indicadas en un principio como tal por el compositor, excepto la última, "Zum Beschluss"), que deben tocarse attacca una tras otra sin pausas. Una interpretación típica dura unos 27 minutos.
1. "Einfach" (Simple) (si bemol mayor, 4
4, M. M.  = 80)
– Sehr rasch und leicht (Muy rápido y ligero) (si bemol mayor, 2
4, M. M.  = 138)
– Noch rascher (Aún más rápido) (sol menor)
– Erstes Tempo, Wie im Anfang (Primer tempo, como al principio) (si bemol mayor, 4
4)
2. "Hastig" (Apresuradamente) (Sol menor, 2
4, M. M.  = 126)
– Nach und nach immer lebhafter und stärker (Poco a poco más vivo y más fuerte) (re menor)
– Wie vorher (Como antes) Adagio
3. "Einfach und zart" (Sencillo y delicado) (sol menor, 4
4, M. M.  = 100)
– Intermezzo (si bemol mayor, 2
4, M. M.  = 100)
4. "Innig" (Íntimo) (si bemol mayor, 4
4, M. M.  = 116)
– Schneller (Más rápido) (Tempo I)
5. "Sehr lebhaft" (Muy vivo) (sol menor / si bemol mayor, 2
4, M. M.  = 76)
– Immer lebhafter (Cada vez más animado) Stretto'
6. "Mit einigem Pomp" (Con algo de pompa) (modulando, 4
4, M. M.  = 92)
7. "Zum Beschluss" (Hasta la resolución) (si bemol mayor, 4
4, M. M.  = 112 ) Allegro

Aunque la pieza está formalmente escrita en si bemol mayor, gran parte de ella está ambientada en sol menor, que es la tonalidad relativa menor de si bemol mayor. La textura musical y el tono emocional, sin embargo, son muy variados y difieren mucho entre las distintas secciones.
- La primera parte, "Einfach" (Simple), es una ensoñación con un lirismo cadencioso, con forma en arco.
- En la segunda parte, "Hastig" (Apresuradamente), un tercer pentagrama está dedicado a una voz interior, innere Stimme, la "filigrana del sueño" según Marcel Beaufils.
- La tercera parte, "Einfach und zart" (Sencillo y delicado), sigue la forma ternaria ABA, se abre con una frase "intensamente lírica".
- La cuarta parte, "Innig" (Íntimo), es un breve rondó,
- La quinta parte, "Sehr lebhaft" (Muy vivo), es un episodio de perpetuum mobile que termina con un stretto bruscamente interrumpido por la siguiente parte.
- La sexta parte, "Mit einigem Pomp" (Con algo de pompa), es un pasaje modulante con estilo de una pomposa fanfarria.
- Por último, el epílogo, "Zum Beschluss" (Hasta la resolución), es una "tierna meditación melódica" en forma de "coda larga e intrigante", que termina "con una fanfarria, sobre persistentes redobles del bajo", con "grandes pilares de acordes en la mano derecha, en sucesión cromática descendente, azuzados por breves llamaradas en la mano izquierda".

## Recepción de la obra
Esta composición es más popular entre los pianistas que entre el público, y según Robert Cummings algunos musicólogos la consideran un intento poco acertado de Schumann de "llevar su fórmula en Kreisleriana un paso más allá."
No obstante, la obra ha sido reivindicada por críticos como Judith Chernaik y John C. Tibbetts, que sitúan Humoreske entre las mejores creaciones de Schumann. Por su parte, Anthony Tommasini se refirió a ella como una de las obras para piano "más asombrosas, y que pasan más desapercibidas, de Schumann".